# Marianne Lundsby
Marianne Lundsby (født 15. juli 1988 i Skive) er en tidligere kvindelig dansk håndboldspiller, der spillede håndbold i 9 år. Hun fik i 2012 debut på det danske kvindelandshold til Golden League stævnet i Danmark.
Hun er kæreste med BSV's Klaus Thomsen.